# Liste der Naturdenkmale in Schlettau
Die Liste der Naturdenkmale in Schlettau nennt die Naturdenkmale in Schlettau im sächsischen Erzgebirgskreis.

## Definition
„Naturdenkmäler sind rechtsverbindlich festgesetzte Einzelschöpfungen der Natur oder entsprechende Flächen bis zu fünf Hektar, deren besonderer Schutz erforderlich ist
1. aus wissenschaftlichen, naturgeschichtlichen oder landeskundlichen Gründen oder
2. wegen ihrer Seltenheit, Eigenart oder Schönheit.“

„§ 18 – Naturdenkmäler – (zu § 28 BNatSchG)
(1) Die Erklärung nach § 22 Abs. 1 BNatSchG von Teilen von Natur und Landschaft als Naturdenkmal erfolgt durch Rechtsverordnung oder Einzelanordnung.
(2) Über § 28 Abs. 1 BNatSchG hinaus können Naturdenkmäler zur Sicherung von Lebensgemeinschaften oder Lebensstätten von im Bestand gefährdeten oder streng geschützten Arten festgesetzt werden.“

## Liste
Link zu einem Kartenansichtstool, um Koordinaten zu setzen.
| Bild                          | Bezeichnung                                  | Lage                                         | Beschreibung                 | Datum                                                                                       | Nummer     |
| ----------------------------- | -------------------------------------------- | -------------------------------------------- | ---------------------------- | ------------------------------------------------------------------------------------------- | ---------- |
| BW                            | Bergwiese bei der Grundteichschänke          | Schlettau (50° 34′ 16,6″ N, 12° 57′ 33,3″ O) | Fläche: ca. 40108 m²         | Verordnung des Landkreises Annaberg vom 01.06.2001, Landkreisnachrichten Nr. 08/2001, S. 14 | 364.23-214 |
| BW                            | Bergwiese Dörfler Höhe                       | Dörfel (50° 35′ 5″ N, 12° 58′ 2,6″ O)        | Fläche: ca. 16088 m²         | Verordnung des Landkreises Annaberg vom 20.03.1997, Landkreisnachrichten Nr. 04/1997, S. 12 | 364.23-223 |
| BW                            | Bergwiese in der Sauwaldkurve                | Dörfel (50° 36′ 7,2″ N, 12° 58′ 46,9″ O)     | Fläche: ca. 5445 m²          | Verordnung des Landkreises Annaberg vom 01.06.2001, Landkreisnachrichten Nr. 08/2001, S. 17 | 364.23-221 |
| BW                            | Dörfler Froschteich                          | Dörfel (50° 35′ 28,8″ N, 12° 58′ 10,8″ O)    | Fläche: ca. 13569 m²         | Beschluss des Rates des Kreises Annaberg Nr. 279/69 vom 18.07.1969                          | 364.23-216 |
| BW                            | Erlenbruch am Sauwaldbach                    | Dörfel (50° 35′ 23,7″ N, 12° 58′ 6,7″ O)     | Fläche: ca. 53230 m²         | Verordnung des Landkreises Annaberg vom 01.06.2001, Landkreisnachrichten Nr. 08/2001, S. 18 | 364.23-220 |
| BW                            | Feuchtgebiet Dörfel                          | Dörfel (50° 34′ 53,2″ N, 12° 56′ 52,1″ O)    | Fläche: ca. 5449 m²          | Beschluss des Rates des Kreises Annaberg Nr. 1059 vom 17.11.1988                            | 364.23-222 |
| BW                            | Hirschwiese                                  | Schlettau (50° 34′ 30,4″ N, 12° 57′ 45,6″ O) | Fläche: ca. 53778 m²         | Verordnung des Landkreises Annaberg vom 01.06.2001, Landkreisnachrichten Nr. 08/2001, S. 15 | 364.23-219 |
| BW                            | Hochstaudenflur am Sauwaldbach               | Dörfel (50° 35′ 32,1″ N, 12° 58′ 12,5″ O)    | Fläche: ca. 25400 m²         | Verordnung des Landkreises Annaberg vom 01.06.2001, Landkreisnachrichten Nr. 08/2001, S. 19 | 364.23-217 |
| BW                            | Morgensonne Dörfel                           | Dörfel (50° 35′ 53,9″ N, 12° 58′ 23,7″ O)    | Fläche: ca. 14560 m²         | Verordnung des Landkreises Annaberg vom 14.02.2003, Landkreisnachrichten Nr. 5/2003, S. 2   | 364.23-224 |
| BW                            | Nasswiesen an der Roten Pfütze bei Schlettau | Schlettau (50° 33′ 29,5″ N, 12° 55′ 49,7″ O) | Fläche: ca. 45437 m²         | Verordnung des Landkreises Annaberg vom 01.06.2001, Landkreisnachrichten Nr. 08/2001, S. 13 | 364.23-218 |
| BW                            | Quellmoor am Sauwald                         | Dörfel (50° 35′ 39,9″ N, 12° 57′ 52,2″ O)    | Fläche: ca. 41741 m²         | Verordnung des Landkreises Annaberg vom 01.06.2001, Landkreisnachrichten Nr. 08/2001, S. 16 | 364.23-215 |
| Fotos hochladen               | Linde                                        | Dörfel (50° 35′ 8,6″ N, 12° 57′ 41,8″ O)     | als Naturdenkmal beschildert | ?                                                                                           |            |
| mehr Fotos \| Fotos hochladen | Schlosslinde                                 | Schlettau (50° 33′ 40,1″ N, 12° 57′ 4,5″ O)  |                              | ?                                                                                           |            |